# Gens Cilnia
La gens Cilnia fue una familia etrusca durante el tiempo de la República romana. Siguiendo a Tácito y Macrobio, durante mucho tiempo se pensó que Cayo Mecenas, un amigo fiel y consejero de Augusto, famoso por su inmensa riqueza y su patrocinio de las artes, fue miembro de esta gens. Sin embargo, esta opinión está firmemente rechazada y considerada un error de estos escritores de la Antigüedad.

## Origen de la gens
Los Cilnios procedían de la ciudad etrusca de Arretium, donde figuraban entre la nobleza local, y quizás pueden haber ostentado la dignidad real en tiempos antiguos. Su nomen era originalmente escrito Cfelne o Cfenle, posteriormente latinizado como Cilnius, así como el etrusco Lecne se convirtió en Licinius. Los Cilnios fueron conducidos desde su ciudad nativa por un partido opositor en 301 a. C., pero fueron restaurados por los romanos, y desde entonces apoyaron los intereses romanos.

## Ramas y cognomina de la gens
Los Cilnios reclamaban descender de Lars Porsena, el rey legendario de Clusium, que jugó una función prominente en la historia temprana de la República romana. En Roma, la familia estuvo considerada formar parte del orden de los équites. Los cognomina Petino y Próculo son conocidos por haber pertenecido a miembros de los Cilnios.